# Leslie Desmond Edward Foster Vesey-Fitzgerald
Leslie Desmond Edward Foster Vesey-Fitzgerald MBE (* 7. Juni 1910 in Dunleer, Irland; † 3. Mai 1974 in Nairobi, Kenia) war ein irischer Entomologe, Ornithologe, Naturschützer und Pflanzensammler.

## Leben und Wirken
1930 graduierte Vesey-Fitzgerald zum Bachelor of Science am Wye Agricultural College der University of London in der Grafschaft Kent. 1932 betrieb er am Imperial College of Tropical Agriculture auf Trinidad Studien über biologische Schädlingsbekämpfung. Ein Jahr später wurde er Fellow of the Royal Entomological Society of London. Von 1933 bis 1936 leitete er Forschungsprojekte über die biologische Bekämpfung von Schadinsekten an Zuckerrohr in Brasilien, Britisch-Guayana und den British West Indies. Anschließend führte er bis 1939 Studien über die biologische Bekämpfung von Schadinsekten an Kokospalmen auf den Seychellen, Madagaskar und an den ostafrikanischen Küstenregionen durch. 1938 heiratete er Rosalinda Octavia Hindson. Von 1939 bis 1941 war er Entomologe am Rubber Research Institute in Malaya.
Nachdem er 1941 ein Jahr lang in der Freiwilligenarmee der Föderierten Malaiischen Staaten gedient hatte, arbeitete er bis 1947 als Entomologe in der Heuschrecken-Bekämpfungseinheit des Mittleren Ostens im Sudan, Saudi-Arabien und in Oman. Zwischen 1947 und 1949 war er leitender Wildhüterassistent in Kenia. Von 1949 bis 1964 arbeitete er als leitender Forschungsbeamter beim International Red Locust Control Service in Abercorn, Nordrhodesien.
1964 wurde er Ökologe und Naturschützer in den Nationalparks von Tansania, wo er unter anderem im Arusha-Nationalpark mit einem elektrischen Zaun experimentierte.
Vesey-Fitzgerald nahm an zahlreichen ornithologischen, entomologischen und botanischen Expeditionen nach Kuwait,  Oman, Saudi-Arabien, Tansania, Sambia, Südafrika, den Maskarenen den Seychellen und Trinidad und Tobago teil. Seine Pflanzensammlungen befinden sich heute im Natural History Museum, den Royal Botanic Gardens, Kew, in der Botanischen Staatssammlung München, im NU Herbarium der Universität von KwaZulu-Natal, im Muséum national d’histoire naturelle und im National Herbarium and Botanic Garden in Avondale, Harare, Simbabwe.

## Dedikationsnamen
Hampton Wildman Parker benannte 1933 die Froschart Flectonotus fitzgeraldi von Trinidad und Tobago und 1947 die Skinkart Janetaescincus veseyfitzgeraldi von den Seychellen zu Ehren von Leslie Desmond Edward Foster Vesey-Fitzgerald. Weitere Ehrerbietungen sind Neodythemis fitzgeraldi (Pinhey, 1961) sowie Apterostigma fitzgeraldi (Weber, 1936).

## Werke (Auswahl)
- 1940: On the Vegetation of Seychelles
- 1955: The Vegetation of the Outbreak Areas of the Red Locust (Nomadacris septemfasciata Serv.) in Tanganyika and Northern Rhodesia
- 1955: Vegetation of the Red Sea coast south of Jedda, Saudi-Arabia. Journal of Ecology Nr. 43: S. 477–489
- 1957: The Vegetation of the Red Sea coast north of Jedda. Saudi Arabia. Journal of Ecology Nr. 45: S. 547–562.
- 1957: The vegetation of Central and Eastern Arabia. Journal of Ecology 45: S. 779–798
- 1958: The Snakes of Northern Rhodesia and the Tanganyika Borderlands Brown Knight & Truscott London
- 1963: Annotated List of Grasses Collected in the Congo Drainage Basin of Northern Rhodesia and Tanganyika
- 1963: Central African Grasslands
- 1973: East African Grasslands East African Pub. House